# A lány és a farkas
A lány és a farkas egy 2011-es amerikai romantikus horror, amelyet Catherine Hardwicke rendezett. Producerként közreműködött Leonardo DiCaprio, a főbb szerepekben pedig Amanda Seyfried, Gary Oldman, Shiloh Fernandez és Max Irons látható. A forgatókönyvet David Johnson írta.
A film a Grimm fivérek klasszikusa, a Piroska és a farkas alapján íródott, a mese főbb vonalai a filmben is megjelennek. A kritikusok negatív véleménye ellenére a film sikeresnek volt mondható, világszerte közel kilencven millió dollár bevételt termelt.
Magyarországon 2011. április 28-án mutatták be az InterCom Zrt. forgalmazásában.

## Gyártás
Az Appian Way Productions filmgyár égisze alatt, a Warner Bros forgalmazásában készült a film, Leonardo DiCaprio, Jennifer Davisson Killoran és Julie Yorn
produceri munkája mellett. A forgatás nagy részének helyszíne a kanadai Vancouver volt és 2010. július 21-től szeptember 16-ig tartott.

### Casting
Érdekesség, hogy a film két főszereplője, a Valerie-t játszó Amanda Seyfried és a Petert megszemélyesítő Shiloh Fernandez nem kedvelték egymást, így a forgatások elkezdése előtt Catherine Hardwicke-nek kellett meggyőznie a színésznőt, hogy hajlandó legyen együtt dolgozni a férfival.

## Megjelenés
A bemutató eredeti dátuma 2011. április 22-én lett volna, azonban ezt előbbre hozták és március 11-én vetítették a filmet először a mozikban. A nyitó hétvégéjén a lány és a farkas 14 005 335 dollár bevételt termelt, ezzel harmadik volt a vonatkozó rangsorban a A Föld inváziója – Csata: Los Angeles és a Rango mögött. A 2011-es év végére a film 37 662 162 dollárt termelt az Egyesült Államokban és Kanadában, világszerte pedig 89 162 162 dollár volt a bevétel.

## Marketing
2010 novemberében jelentek meg a filmmel kapcsolatos első előzetesek és poszterek, valamint kiadtak egy dalt "The Wolf" azaz "A farkas" címmel Karin Dreijer svéd zeneszerző kifejezetten a produkció miatt írt. 2011 januárjában jelent meg a második előzetes. A novelizáció több kritikát kapott, mert nem tartalmazta a történet végső, záró fejezetét, amely csak a film megjelenését követően, online módon volt letölthető.

## Kritika
A lány és a farkas a kritikusoktól negatív véleményt kapott, a Rotten Tomatoes oldalán mindössze 10%-os értékelést kapott. A Metacritic 100-ból 29 pontot adott a filmnek. Mary Pols a Time magazintól a 2011-es év Top 10 legrosszabb filmjeinek egyikének nevezte.

## A filmben szereplő zenék
A film zenéjét Brian Reitzell és Alex Heffes szerezte, kiadta a WaterTower Music, forgalmazta a Time Warner és a Warner Bros. Entertainment.
1. "Towers of the Void" – Brian Reitzell
2. "Kids" – Brian Reitzell és Alex Heffes
3. "Dead Sister" – Brian Reitzell and Alex Heffes
4. "The Wolf" – Fever Ray
5. "Mt. Grimoor" – Brian Reitzell és Alex Heffes
6. "Tavern Stalker" – Brian Reitzell és Alex Heffes
7. "Grandma’s House" – Brian Reitzell és Alex Heffes
8. "Keep the Streets Empty for Me" – Fever Ray
9. "Wolf Attack" – Brian Reitzell and Alex Heffes
10. "Just a Fragment of You" – Anthony Gonzalez from M83 és Brian Reitzell
11. "The Reveal" – Brian Reitzell és Alex Heffes
12. "Finale" – Brian Reitzell és Alex Heffes
13. "Crystal Visions" – The Big Pink

Néhány dal a filmben nem hangzott el, viszont szerepelt a kiadott CD-n és DVD-n:
- "Fire Walking" – Anthony Gonzalez és Brian Reitzell
- "Let’s Start an Orchestra" – Ken Andrews és Brian Reitzell
- "Ozu Choral" – Brian Reitzell
- "Piano Study No. 1 (Symphonic)" – Brian Reitzell

## Szereposztás
| Szerep       | Színész          | Magyar hangja (1. szinkron) |
| ------------ | ---------------- | --------------------------- |
| Valerie      | Amanda Seyfried  | Csifó Dorina                |
| Solomon atya | Gary Oldman      | Epres Attila                |
| Cesaire      | Billy Burke      | Huszár Zsolt                |
| Peter        | Shiloh Fernandez | Gacsal Ádám                 |
| Henry Lazar  | Max Irons        | Kovács Lehel                |
| Suzette      | Virginia Madsen  | Vándor Éva                  |
| Auguste atya | Lukas Haas       | ?                           |
| Nagymama     | Julie Christie   | Kiss Mari                   |
| Adrien Lazar | Michael Shanks   | ?                           |

## További információ
- Hivatalos oldal
- A lány és a farkas a PORT.hu-n (magyarul)
- A lány és a farkas az Internetes Szinkronadatbázisban (magyarul)
- A lány és a farkas az Internet Movie Database-ben (angolul)
- A lány és a farkas a Rotten Tomatoeson (angolul)
- A lány és a farkas a Box Office Mojón (angolul)
- Red Riding Hood a Metacritic oldalon (angolul)